# Gedeón Santos
Gedeón Santos Ramos (Santo Domingo, República Dominicana, 22 de octubre de 1964) es un político dominicano. Se desempeñó como embajador permanente de la República Dominicana ante la Organización de Estados Americanos entre 2016 y 2019.

## Biografía
Gedeón Santos Ramos nació en Santo Domingo el 22 de octubre de 1964. Realizó estudios de comunicación social y un postgrado y maestría en economía y relaciones internacionales. Está casado con la señora Ana Aurelia Báez Suberví con quién procreó tres hijos: Gedeón David, Juan Carlos y José Guillermo Santos Báez.
Ha sido catedrático universitario y conferencista nacional e internacional.
El 17 de septiembre de 2015 Santos reveló que padecía de Cáncer linfático en una etapa "muy temprana" y que se sometería a tratamiento médico, el 22 de diciembre del mismo año anuncia que había superado "casi por completo" la enfermedad y que existían "altas probabilidades" de una curación total.

## Vida política
Gedeón Santos ingresó al Partido de la Liberación Dominicana en el año 1979 con la edad de 15 años, durante su militancia dentro del partido fue discípulo del profesor y líder del mismo Juan Bosch y más adelante impulsaría importantes reformas dentro del partido desde los cargos que ocupó como vicesecretario de la Secretaría de Asuntos Internacionales del partido y como administrador y director del diario "La Vanguardia". Fue fundador del "Instituto de Formación Política Juan Bosch" e impulsor del nuevo modelo educativo del Partido de la Liberación Dominicana. Fue miembro del comité central de dicha organización política hasta su renuncia en febrero de 2020. En la actualidad es miembro del partido Fuerza del Pueblo.

### Funcionario Público
Gedeón Santos se ha desempeñado como Subsecretario de Relaciones Exteriores para asuntos económicos y para asuntos administrativos durante la primera gestión del expresidente Leonel Fernández. Posteriormente se desempeñaría como Diputado ante el Parlamento Centroamericano hasta el 2013 cuando Danilo Medina lo designó como Presidente del Consejo Directivo del Instituto Dominicano de las Telecomunicaciones, posteriormente fue designado como embajador permanente de la República Dominicana ante la Organización de los Estados Americanos función que desempeñó hasta 2019.
El 16 de octubre de 2019, Santos fue destituido por el  presidente Danilo Medina, de su cargo de Representante de la República Dominicana ante la Organización de Estados Americanos (OEA). En su sustitución se nombró a Josué Fiallo, un joven embajador dominicano que se desempeñaba como coordinador político en la misión dominicana en Nueva York.